# DAAS
DAAS este o companie furnizoare de servicii și echipamente profesionale pentru hoteluri, restaurante și magazine din România.
Are sediul în Ploiești și este deținută de omul de afaceri Daniel Mocanu.
În anul 2012, compania deținea două showroom-uri în București și Constanța, cinci puncte de lucru: București, Ploiești, Constanța, Cluj, Iași și reprezentanți de vânzări și service în Craiova, Timișoara, Brașov, Sibiu, Oradea, Satu-Mare.

## Istoric
Compania și-a început activitatea în 1993 cu vînzarea de dozatoare de suc și mașini de înghețată.
În 2002, compania și-a făcut debutul în industria echipamentelor frigorifice și rafturilor comerciale pentru magazinele de tip supermarket.
Începând cu anul 2012, compania este prezentă și în Republica Moldova și Ucraina.
Cifra de afaceri:
- 2012: 23,5 milioane euro.[6]
- 2011: 20,8 milioane euro.[2]
- 2010: 14,8 milioane euro.[7]
- 2009: 14 milioane euro.[8]
- 2008: 20 milioane euro.[9]
- 2007: 19 milioane euro.[10]
- 2004: 6 milioane euro.[9]